# Balloon
Pour les articles homonymes, voir Balloon (homonymie).
Balloon, aussi appelé Balloon records, est un label autrichien de musique dance, handsup, progressive, hardstyle et house. Il regroupe, entre autres, les artistes Cascada et Mandaryna.